# مابل وينفريد غان
مابل وينفريد غان (بالإنجليزية: Mabel Winifred Gunn)‏ هي ممرضة نيوزيلندية، ولدت في 1 يونيو 1890، وتوفيت في 7 يناير 1970.